# Гребенская
Гребенска́я (чечен. Яна-Кхаьлла) — упразднённая в 2024 году станица в Шелковском районе Чеченской Республики. Включена в черту города Шелковская. До 2024 года — административный центр Гребенское сельское поселение.

## География
Расположена на левом берегу реки Терек в 3 км к северо-востоку от районного центра станицы Шелковской, в 4 км к югу от села Воскресеновское.
Юго-восточнее расположен Гребенской мост через Терек, через который проходит автодорога из станицы в дагестанский Хасавюрт. Мост был разрушен в 1996 году, во время Первой чеченской войны, восстановлен в 2007 году.

## История
В 1711—1712 годах происходит переселение гребенских казаков с правого на левый берег Терека, формируется Гребенское казачье войско. К тому же времени (1711 год) относятся упоминания о станице Гладковской.
Станица Новогладковская была образована в 1740 году, тогда как станица Старогладковская основана в 1725 или 1735 году. Новогладковская входила в Гребенской казачий полк Кавказского линейного казачьего войска. В 1841 году станица перенесена на 1—2 версты от берега Терека. Входила в Кизлярский отдел Терской области. В 1908 году станица Новогладковская переименована в Гребенскую.

## Население
| 1878  | 1883  | 1926  | 1970  | 1990  | 2002  | 2010  | 2012  | 2013  | 2014  |
| ----- | ----- | ----- | ----- | ----- | ----- | ----- | ----- | ----- | ----- |
| 1575  | ↗1647 | ↗2540 | ↗3376 | ↗4880 | ↗5055 | ↗6227 | ↗6494 | ↗6530 | ↗6751 |
| 2015  | 2016  | 2017  | 2018  | 2019  | 2020  | 2021  | 2023  | 2024  |       |
| ↗7000 | ↗7127 | ↗7257 | ↗7409 | ↗7530 | ↗7650 | ↗8035 | ↗8226 | ↗8386 |       |

Национальный состав
Национальный состав населения станицы по данным Всесоюзной переписи населения 1926 года:
| Народ   | Число хозяйств | Численность | Доля от всего населения, % |
| ------- | -------------- | ----------- | -------------------------- |
| русские | 520            | 2224        | 87,56 %                    |
| татары  | 52             | 271         | 10,67 %                    |
| другие  | 11             | 45          | 1,77 %                     |
| всего   | 583            | 2540        | 100,00 %                   |

Национальный состав населения станицы по данным Всероссийской переписи населения 2002 года и 2010 года:
| Народ   | Численность (2002), чел. | Доля, % | Численность (2010), чел. | Доля, %  |
| ------- | ------------------------ | ------- | ------------------------ | -------- |
| чеченцы | 4220                     | 83,48 % | 5316                     | 85,37 %  |
| татары  | 480                      | 9,50 %  | 594                      | 9,54 %   |
| кумыки  | 182                      | 3,60 %  | 175                      | 2,81 %   |
| русские | 130                      | 2,57 %  | 95                       | 1,53 %   |
| другие  | 43                       | 0,85 %  | 47                       | 0,75 %   |
| всего   | 5055                     | 100,00  | 6227                     | 100,00 % |

Ввиду того, что в Гребенской проживает достаточно значительная татарская община, так называемые гребенские татары, в 2001 году в станице был создан Татарский культурный центр.